# Jewgienij Wielichow
Jewgienij Pawłowicz Wielichow (ros. Евге́ний Па́влович Ве́лихов, ur. 2 lutego 1935 w Moskwie, zm. 5 grudnia 2024) – radziecki i rosyjski fizyk teoretyczny, Bohater Pracy Socjalistycznej (1985), Bohater Pracy Federacji Rosyjskiej (2020).

## Życiorys
Urodzony w rodzinie inżyniera, w 1958 ukończył studia na Wydziale Fizycznym Moskiewskiego Uniwersytetu Państwowego, od 1961 pracował w Instytucie Energii Atomowej im. Kurczatowa, gdzie od 1962 kierował oddziałem, później laboratorium i został zastępcą dyrektora instytutu. Od 1968 profesor katedry fizyki atomowej, fizyki plazmy i mikroelektroniki Wydziału Fizycznego Moskiewskiego Uniwersytetu Państwowego, w latach 1973-1988 kierownik katedry, od 26 listopada 1968 członek korespondent, a od 26 listopada 1974 akademik Akademii Nauk ZSRR. W latach 1978–1996 wiceprezydent Akademii Nauk ZSRR/Rosyjskiej Akademii Nauk, w latach 1971–1978 dyrektor filii Instytutu Energii Atomowej – Laboratorium Magnetycznego Akademii Nauk ZSRR w Troicku. W 1972 założył katedrę energetyki plazmowej w Moskiewskim Instytucie Fizyczno-Technicznym. W 1976 założył i został dziekanem Wydziału Problemów Fizyki i Energetyki w Moskiewskim Instytucie Fizyczno-Technicznym, od 1986 był jego kierownikiem naukowym, między 1989 a 1991 dyrektor Instytutu Energii Atomowej im. Kurczatowa, od 1992 prezydent Rosyjskiego Centrum Naukowego „Instytut Kurczatowski”.
Uchwałą Prezydium Rady Najwyższej ZSRR z 1 lutego 1985 „za wielkie zasługi dla rozwoju nauki fizycznej, szkolenia kadr naukowych i w związku z 50. rocznicą urodzin” otrzymał tytuł Bohatera Pracy Socjalistycznej.
Autor ponad 200 publikacji naukowych oraz wielu wynalazków i odkryć. Zajmował się m.in. fizyką plazmy niskotemperaturowej, hydrodynamiką magnetyczną, problemami kontrolowanej syntezy termojądrowej. Członek kolegium redakcyjnego pisma „Nauka w Rossii”.
W latach 1986–1989 zastępca członka, a między 1989 a 1990 członek KC KPZR. W latach 1980–1985 członek Rady Najwyższej RFSRR, również w latach 1984–1989 deputowany do Rady Najwyższej ZSRR XI kadencji.

## Odznaczenia i nagrody
- Medal Sierp i Młot Bohatera Pracy Socjalistycznej (1 lutego 1985)
- Order Lenina (trzykrotnie - 1971, 1981 i 1985)
- Order Czerwonego Sztandaru Pracy (1975)
- Bohater Pracy Federacji Rosyjskiej (2020)
- Order „Za zasługi dla Ojczyzny” I klasy (2 lutego 2015)
- Order „Za zasługi dla Ojczyzny” II klasy (2 lutego 2005)
- Order „Za zasługi dla Ojczyzny” III klasy (17 sierpnia 2000)
- Order „Za zasługi dla Ojczyzny” IV klasy (25 stycznia 2010)
- Order Męstwa (1997)
- Order Przyjaźni (2 maja 2005)
- Nagroda Leninowska (1984)
- Nagroda Państwowa ZSRR (1977)
- Nagroda Państwowa Federacji Rosyjskiej (2003)
- Nagroda im. Łomonosowa (Moskiewski Uniwersytet Państwowy, 1975)
- Nagroda "Global Energy" (2006)
- Order Pokoju i Służby (Węgierska Republika Ludowa, 1985)
- Order Za Zasługi (Ukraina, 26 kwietnia 2011)

I inne.